# Hitachiōta

Hitachiōta (常陸太田市 Hitachiōta-shi?) este un municipiu din Japonia, prefectura Ibaraki.